# Spionkopit
Spionkopit ist ein seltenes Mineral aus der Mineralklasse der Sulfide und Sulfosalze. Es kristallisiert im hexagonalen Kristallsystem mit der chemischen Formel Cu39S28 und bildet massive Mineral-Aggregate von blauer Farbe.

## Etymologie und Geschichte
Spionkopit wurde 1980 von R. J. Goble am Spionkop Creek im Südwesten der kanadischen Provinz Alberta gefunden. Er benannte es nach dem Fundort. In der Nähe des Fundortes liegt auch die Typlokalität des sehr ähnlichen Yarrowites. Vor dem Fund in Kanada war blaubleibender Covellin bekannt, der erstmals 1959 von G. Frenzel synthetisiert wurde. Dabei handelte es sich aber nicht um ein einheitliches Material, sondern sowohl um Spionkopit, als auch um Yarrowit.

## Klassifikation
Da der Spionkopit erst 1978 als eigenständiges Mineral anerkannt wurde, ist er in der seit 1977 veralteten 8. Auflage der Mineralsystematik nach Strunz noch nicht verzeichnet. Einzig im zuletzt 2018 überarbeiteten und aktualisierten Lapis-Mineralienverzeichnis nach Stefan Weiß, das sich aus Rücksicht auf private Sammler und institutionelle Sammlungen noch nach dieser klassischen Systematik von Karl Hugo Strunz richtet, erhielt das Mineral die System- und Mineral-Nr. II/B.01-70. In der „Lapis-Systematik“ entspricht dies der Klasse der „Sulfide und Sulfosalze“ und dort der Abteilung „Sulfide, Selenide und Telluride mit dem Stoffmengenverhältnis Metall : S,Se,Te > 1 : 1“, wo Spionkopit zusammen mit Anilith, Chalkosin, Digenit, Djurleit, Geerit, Roxbyit und Yarrowit die Gruppe der „Kupfersulfide“ bildet.
Die seit 2001 gültige und von der International Mineralogical Association (IMA) bis 2009 aktualisierte 9. Auflage der Strunz’schen Mineralsystematik ordnet den Spionkopit dagegen in die Abteilung der „Metallsulfide, M : S = 1 : 1 (und ähnliche)“ ein. Diese ist weiter unterteilt nach den in der Verbindung vorherrschenden Metallen, so dass das Mineral entsprechend seiner Zusammensetzung in der Unterabteilung „mit Kupfer (Cu)“ zu finden ist, wo es als einziges Mitglied die unbenannte Gruppe 2.CA.05c bildet.
Auch die vorwiegend im englischen Sprachraum gebräuchliche Systematik der Minerale nach Dana ordnet den Spionkopit in die Klasse der „Sulfide und Sulfosalze“ und dort in die Abteilung der „Sulfidminerale“ ein. Hier ist er in der „Chalkosingruppe (Formel: Cu2-xS)“ mit der System-Nr. 02.04.07 innerhalb der Unterabteilung „Sulfide – einschließlich Seleniden und Telluriden – mit der Zusammensetzung AmBnXp, mit (m+n) : p = 2 : 1“ zu finden.

## Kristallstruktur
Spionkopit kristallisiert im hexagonalen Kristallsystem mit der Raumgruppe P3m1 (Raumgruppen-Nr. 156), P321 (Nr. 150) oder P31m (Nr. 162), den Gitterparametern a = 22,962 Å und c = 41,429 Å, sowie 18 Formeleinheiten pro Elementarzelle.

## Modifikationen und Varietäten
Spionkopit zählt mit Chalkosin, Djurleit, Anilith und Yarrowit zu einer sich bei niedrigen Temperaturen (<100 °C) bildenden Mischkristallreihe mit unterschiedlichen stöchiometrischen Verhältnissen von Kupfer und Schwefel.

## Bildung und Fundorte
Da Spionkopit metastabil ist, bildet es sich nur unter speziellen Bedingungen bei niedrigen Temperaturen, wenn die Bildung der stabilen Phasen Anilith und Chalkosin kinetisch gehemmt sind, durch Verwitterung anderer Kupfersulfide. Es ist je nach Fundort mit Anilith, Djurleit, Yarrowit und Tennantit oder Geerit, Chalkopyrit, Cobaltpentlandit, Magnetit, Chromit, Andradit, Chlorit und Diopsid vergesellschaftet. 
Neben der Typlokalität und weiteren Orten in Kanada wurde Spionkopit bislang unter anderem in Graz und Köflach in Österreich, dem Schwarzwald, Spessart, Hunsrück, Harz sowie dem Mansfelder Becken in Deutschland, Saint-Luc und Tujetsch in der Schweiz, Valcheta in Argentinien, Mount Keith in Australien, Kolwezi in der Demokratischen Republik Kongo, Lamia in Griechenland, Bogor auf der indonesischen Insel Java, Ardakan im Iran, Killarney in Irland, Sondrio und am Pfitscher Joch in Italien, Filipstad in Schweden, Stanton under Bardon, Nuneaton, Llandudno, Amlwch und Wethel im Vereinigten Königreich sowie den US-Bundesstaaten Arizona, Colorado, Nevada, New York und Virginia gefunden.